# Liste der Baudenkmäler in Kühbach
Auf dieser Seite sind die Baudenkmäler in dem schwäbischen Markt Kühbach zusammengestellt. Diese Tabelle ist eine Teilliste der Liste der Baudenkmäler in Bayern. Grundlage ist die Bayerische Denkmalliste, die auf Basis des Bayerischen Denkmalschutzgesetzes vom 1. Oktober 1973 erstmals erstellt wurde und seither durch das Bayerische Landesamt für Denkmalpflege geführt wird. Die folgenden Angaben ersetzen nicht die rechtsverbindliche Auskunft der Denkmalschutzbehörde.

## Baudenkmäler nach Ortsteilen

### Kühbach
| Lage                                               | Objekt                                            | Beschreibung | Akten-Nr.     | Bild                                              |
| -------------------------------------------------- | ------------------------------------------------- | --- | ------------- | ------------------------------------------------- |
| Aichacher Straße 1 (Standort)                      | Gasthaus zum Peterhof                             | stattlicher, zweigeschossiger Eckbau mit Halbwalmdach und Bodenerker, Putzgliederung, 1. Hälfte 18. Jahrhundert | D-7-71-144-2  | Gasthaus zum Peterhof                             |
| Aichacher Straße 2 (Standort)                      | Ehemalige Klosterkirche St. Magnus                | jetzt katholische Pfarrkirche, Wandpfeilerkirche unter Stichkappentonne mit eingezogenem Chor, südwestlich Zwiebelturm, Turmunterbau romanisch, Langhaus und Chor im Kern spätes 15. Jahrhundert, 1687/88 von Giovanni Androy weitgehend neu gebaut; westlich anschließend sogenannte Stiftergruft, 15. Jahrhundert; mit Ausstattung (siehe auch: Kanzel). | D-7-71-144-1  | weitere Bilder                                    |
| Großhausener Straße 2 (Standort)                   | Gartenhaus des ehemaligen Klostergartens          | quadratischer Bau mit spitz zulaufendem Walmdach, 1690; Teilstück der Klostermauer. | D-7-71-144-6  | BW                                                |
| Großhausener Straße 2 (Standort)                   | Ehemalige Klostergebäude                          | jetzt Schlossgut und Brauerei; Dreiflügelanlage um Innenhof, zweigeschossige Walmdachbauten in neuklassizistischen Formen, Mittelrisalit mit Volutenaufsatz, im Kern spätmittelalterlich, 1684 ff. von Giovanni Androi erneuert, nach Brand um 1860 wiederhergestellt; Wirtschaftsgebäude, gleichzeitig; Einfriedung.                                      | D-7-71-144-3  | weitere Bilder                                    |
| Marktplatz (Standort)                              | Brunnenförmiges Kriegerdenkmal mit Marienfigur    | 1923 | D-7-71-144-4  | Brunnenförmiges Kriegerdenkmal mit Marienfigur    |
| Marktplatz 1, Schrobenhausener Straße 2 (Standort) | Ehemaliges Gasthaus und ehemalige Klosterbäckerei | breitgelagerter zweigeschossiger Walmdachbau mit Putzgliederung und rundbogiger Hofeinfahrt, im Kern 18. Jahrhundert | D-7-71-144-8  | Ehemaliges Gasthaus und ehemalige Klosterbäckerei |
| Marktplatz 9 (Standort)                            | Wohn- und Geschäftshaus                           | winkelförmiger Satteldachbau mit korbbogiger Hofeinfahrt, Ende 18./Anfang 19. Jahrhundert | D-7-71-144-5  | Wohn- und Geschäftshaus                           |
| Pfarrstraße 1 (Standort)                           | Scheunengebäude                                   | Satteldachbau mit dreischiffigem böhmischem Kappengewölbe über Steinsäulen im Südteil, 2. Hälfte 19. Jahrhundert | D-7-71-144-32 | Scheunengebäude                                   |
| Pfarrstraße 3 (Standort)                           | Pfarrhaus                                         | zweigeschossiger Giebelbau mit Satteldach, Bodenerker, zwei Giebelluken und Ecknische mit Hausmadonna, von Hans Grienbamer, 1684/85; Ökonomiegebäude, schlichte Satteldachbauten, 18. Jahrhundert; Mauereinfriedung, 18. Jahrhundert | D-7-71-144-7  | Pfarrhaus                                         |
| Schulstraße 9 (Standort)                           | Friedhofskapelle                                  | Saalbau mit Satteldach und Dachreiter, 1863/65; mit Ausstattung; Leichenhaus, Walmdachbau, in neugotischen Formen, 1905; Friedhofskreuz, 1863; Friedhofsmauer. | D-7-71-144-33 | weitere Bilder                                    |

### Großhausen
| Lage                              | Objekt                                       | Beschreibung | Akten-Nr.     | Bild                                         |
| --------------------------------- | -------------------------------------------- | --- | ------------- | -------------------------------------------- |
| Kühbacher Straße 8 (Standort)     | Katholische Pfarrkirche St. Johannes Baptist | pilastergegliederter Saalbau mit flacher Stichkappentonne und eingezogenem Chor unter Flachkuppel, nördlicher Zwiebelturm, 1732 ff.; mit Ausstattung. | D-7-71-144-9  | Katholische Pfarrkirche St. Johannes Baptist |
| Walchshofener Straße 7 (Standort) | Ehemaliges Pfarrhaus                         | zweigeschossiger Satteldachbau, 1704. | D-7-71-144-10 | Ehemaliges Pfarrhaus                         |

### Haslangkreit
| Lage                       | Objekt                                      | Beschreibung | Akten-Nr.     | Bild                                        |
| -------------------------- | ------------------------------------------- | --- | ------------- | ------------------------------------------- |
| Buchholz (Standort)        | Kapelle                                     | tonnengewölbter Rechteckbau mit Dachreiter, um 1900/10; im Buchholz. | D-7-71-144-14 | BW                                          |
| Buchholz (Standort)        | zwei Gedenksteine                           | für die Ende des 19. Jahrhunderts aufgelassenen Höfe Oberbuch und Unterbuch, bezeichnet 1895 und 1914; im Buchholz. | D-7-71-144-15 | zwei Gedenksteine                           |
| Kreuter Holz (Standort)    | Katholische Kapelle St. Isidor und Wendelin | sogenannte Weiherkapelle, kleiner Rechteckbau mit halbrundem Schluss, Pilastergliederung und geschwungenem Giebel, bezeichnet 1694; mit Ausstattung; südlich des Orts am Weg nach Kühbach.                                                                                        | D-7-71-144-13 | Katholische Kapelle St. Isidor und Wendelin |
| Schloßstraße 17 (Standort) | Ehemaliges Benefiziatenhaus                 | zweigeschossiger, traufständiger Satteldachbau mit Putzbändern und Resten von Architekturmalerei, Ende 17. Jahrhundert, nach 1812 erweitert. | D-7-71-144-12 | Ehemaliges Benefiziatenhaus                 |
| Schloßstraße 27 (Standort) | Ehemaliges Wasserschloss                    | ehemalige Vierflügelanlage, dreigeschossige, nach Süden offene Dreiflügelanlage mit Satteldach und geschweiften Giebeln, Osttrakt mit Erker und Uhrenturm mit Zwiebelhaube, Nordtrakt mit dreigeschossigem Erker, im Westtrakt Schlosskapelle St. Georg mit Ausstattung, 1675–80. | D-7-71-144-11 | weitere Bilder                              |

### Oberschönbach
| Lage                                    | Objekt                        | Beschreibung                                                                                        | Akten-Nr.     | Bild                          |
| --------------------------------------- | ----------------------------- | --------------------------------------------------------------------------------------------------- | ------------- | ----------------------------- |
| In Oberschönbach (bei Nr. 9) (Standort) | Katholische Kapelle St. Maria | schlichter Rechteckbau mit halbrunder Apsis, Satteldach und Dachreiter, um 1820/30; mit Ausstattung | D-7-71-144-16 | Katholische Kapelle St. Maria |

### Paar
| Lage                  | Objekt                                          | Beschreibung | Akten-Nr.     | Bild           |
| --------------------- | ----------------------------------------------- | --- | ------------- | -------------- |
| Kirchweg 7 (Standort) | Katholische Filialkirche St. Lorenz und Stephan | kreuzförmige Anlage mit Satteldachturm, Saalbau mit Stichkappentonne, von Abraham Bader, 1606/07; mit Ausstattung (siehe auch: Kanzel). | D-7-71-144-17 | weitere Bilder |

### Sedlhof
| Lage                 | Objekt                   | Beschreibung | Akten-Nr.     | Bild           |
| -------------------- | ------------------------ | --- | ------------- | -------------- |
| Sedlhof 1 (Standort) | Ehemaliges Wasserschloss | sogenanntes Schloss Großhausen, Rest einer ursprünglich spätgotischen Anlage, mehrfach verändert. | D-7-71-144-18 | weitere Bilder |
| Sedlhof 1 (Standort) | Gutshof                  | Vierseitanlage; Hauptgebäude, zweigeschossiger Satteldachbau mit zwei Aufzugsluken, im Kern 18. Jahrhundert; Scheune, Satteldachbau, gegenüber dem Hauptgebäude, im Kern 18. Jahrhundert; östliches und westliches Wirtschaftsgebäude, Satteldachbauten, Ende 19. Jahrhundert | D-7-71-144-19 | weitere Bilder |

### Stockensau
| Lage                                                        | Objekt                                          | Beschreibung                                                                   | Akten-Nr.     | Bild           |
| ----------------------------------------------------------- | ----------------------------------------------- | ------------------------------------------------------------------------------ | ------------- | -------------- |
| Untere Dorfstraße (am südwestlichen Ortsausgang) (Standort) | Hofkapelle                                      | kleiner Rechteckbau mit Satteldach, 19. Jahrhundert; mit Ausstattung           | D-7-71-144-21 | Hofkapelle     |
| Untere Dorfstraße (bei Nr. 8) (Standort)                    | Ehemalige Schlosskapelle St. Jakobus der Ältere | Saalbau mit Satteldach und Dachreiter, Anfang 18. Jahrhundert; mit Ausstattung | D-7-71-144-20 | weitere Bilder |

### Unterbernbach
| Lage                            | Objekt                             | Beschreibung | Akten-Nr.     | Bild           |
| ------------------------------- | ---------------------------------- | --- | ------------- | -------------- |
| Bachstraße 7 (Standort)         | Bauernhaus                         | erdgeschossiger Wohnstallbau mit Greddach, Stadeleinfahrt angehoben, Wirtschaftsteil zu Wohnzwecken umgebaut, Ende 19. Jahrhundert                                  | D-7-71-144-23 | Bauernhaus     |
| Bachstraße 12 (Standort)        | Bauernhof                          | erdgeschossiges Wohnstallhaus mit Satteldach, bezeichnet 1893, Stallung mit böhmischem Kappengewölbe, Ende 19. Jahrhundert                                          | D-7-71-144-25 | Bauernhof      |
| Bachstraße 17 (Standort)        | Bauernhof                          | Wohnhaus, erdgeschossiger Giebelbau mit Greddach, 1901, Wirtschaftsgebäude modernisiert.                                                                            | D-7-71-144-35 | Bauernhof      |
| Bachstraße 18 (Standort)        | Bauernhof                          | Wohnhaus, erdgeschossiger Giebelbau mit Greddach, Ende 19. Jahrhundert; Stall und Stadel, querstehender Satteldachbau, gleichzeitig.                                | D-7-71-144-26 | Bauernhof      |
| Dekan-Moll-Straße 3 (Standort)  | Pfarrhaus                          | zweigeschossiger Walmdachbau mit Segmentbogenfenstern und Backsteindekoration, 1853.                                                                                | D-7-71-144-27 | Pfarrhaus      |
| Dekan-Moll-Straße 14 (Standort) | Bauernhaus                         | erdgeschossiger Wohnstallbau mit Satteldach, bezeichnet 1885. | D-7-71-144-28 | weitere Bilder |
| Martinstraße 5 (Standort)       | Katholische Pfarrkirche St. Martin | Saalbau mit eingezogenem Chor unter Kreuzrippengewölbe, Satteldachturm mit geschwungenem Volutengiebel, im Kern 15. Jahrhundert, Langhaus 1875/76; mit Ausstattung. | D-7-71-144-22 | weitere Bilder |

### Unterschönbach
| Lage                        | Objekt                               | Beschreibung | Akten-Nr.     | Bild           |
| --------------------------- | ------------------------------------ | --- | ------------- | -------------- |
| Unterschönbach 7 (Standort) | Katholische Pfarrkirche St. Kastulus | flachgedeckter Saalbau mit eingezogenem Chor unter Netzrippengewölbe, nördlicher Satteldachturm, Langhaus 13. Jahrhundert, Chor und Turm um 1459; mit Ausstattung. | D-7-71-144-30 | weitere Bilder |

### Winden
| Lage                 | Objekt                                        | Beschreibung | Akten-Nr.     | Bild           |
| -------------------- | --------------------------------------------- | --- | ------------- | -------------- |
| In Winden (Standort) | Ehemalige Schlosskapelle St. Johannes Baptist | Rechteckbau mit Satteldach und Turm mit oktogonalem Aufsatz und Spitzhelm, 1. Drittel 17. Jahrhundert; mit Ausstattung. | D-7-71-144-31 | weitere Bilder |

## Abgegangene Baudenkmäler
In diesem Abschnitt sind Objekte aufgeführt, die früher einmal in der Denkmalliste eingetragen waren, jetzt aber nicht mehr existieren, z. B. weil sie abgebrochen wurden. Aktennummern in diesem Abschnitt sind ehemalige, jetzt nicht mehr gültige Aktennummern.

| Lage                           | Objekt               | Beschreibung                                            | Akten-Nr.     | Bild                 |
| ------------------------------ | -------------------- | ------------------------------------------------------- | ------------- | -------------------- |
| Paar Kreisstraße 13 (Standort) | Drei Mörtelplastiken | Heiliger Isidor, Schwein und Kuh, um 1880/90; am Stall. | D-7-71-144-34 | Drei Mörtelplastiken |